# Военное министерство Японии

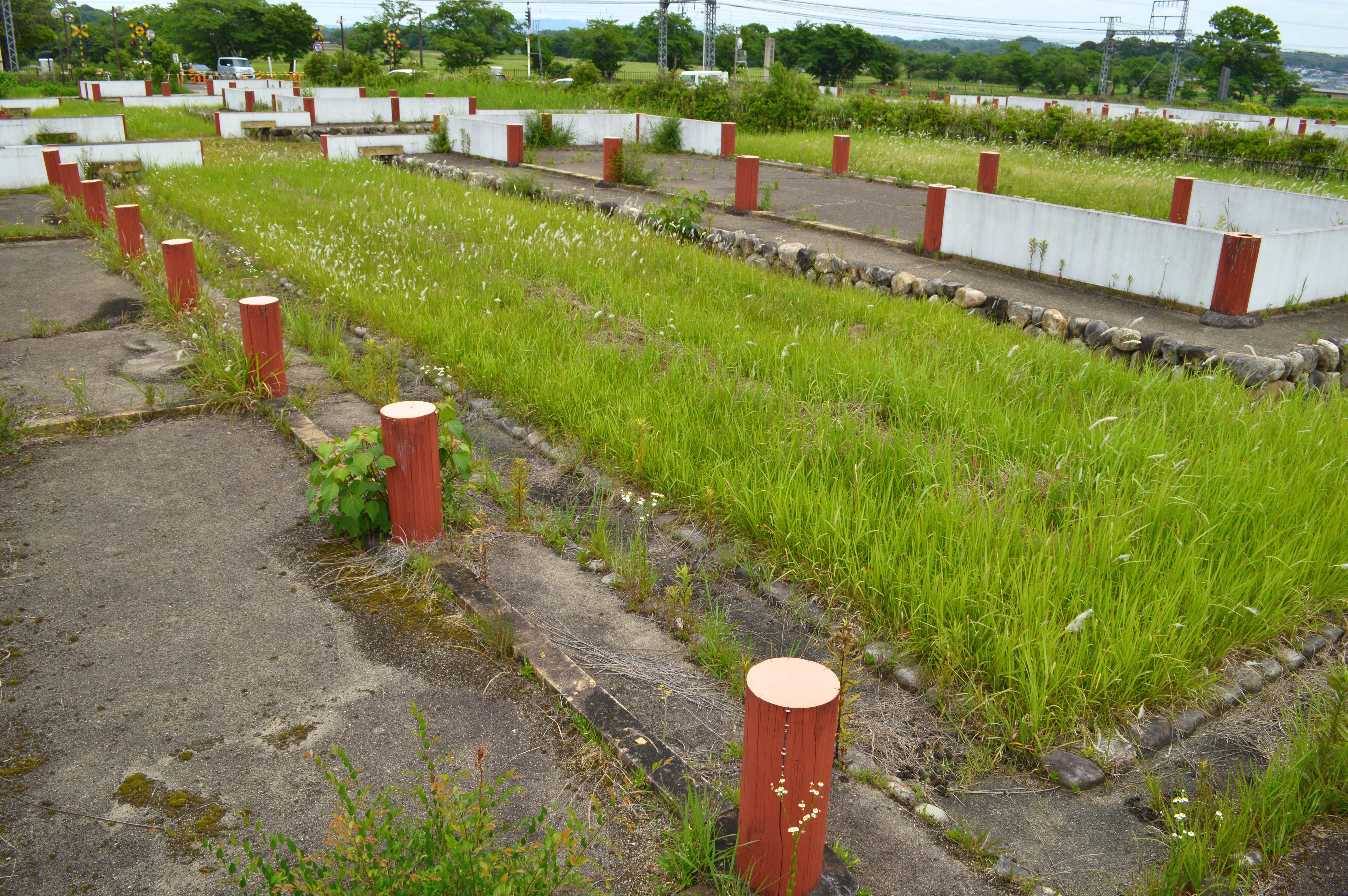
Территория бывшего здания министерства

Министерство войны (яп. 兵部省, ひょうぶしょう, "хёбу-сё"; つわもののつかさ, "цувамоно-но-цукаса")
1. Центральное правительственное учреждение в Японии периода Нара, министерство, которое заведовало военными делами.
2. Центральное правительственное учреждение в Японии периода Мэйдзи, министерство, которое заведовало делами вооруженных сил Японии. Существовало с 1869 по 1872 год. Переформировано в два отдельных министерства — Министерство армии Японии и Министерство флота Японии.

## 1869—1872
Главы министерства (兵部卿)
| "'Министерство войны"' (Большой государственный совет) |                    |                         |                |
| №                                                      | Имя                | Срок                    | Принадлежность |
| 1                                                      | Комацу Акихито     | 15.08.1869 — 24.01.1870 | принц          |
| 2                                                      | Арисугава Тарухито | 02.05.1870 — 11.08.1871 | принц          |

Старшие заместители (兵部大輔)
| "'Министерство войны"' (Большой государственный совет) |                 |                         |                |
| №                                                      | Имя             | Срок                    | Принадлежность |
| 1                                                      | Омура Масудзиро | 15.08.1869 — 07.12.1869 | Фракция Тёсю   |
| 2                                                      | Маэбара Иссэй   | 03.01.1870 — 26.09.1870 | Фракция Тёсю   |
| 3                                                      | Ямагата Аритомо | 29.08.1871 — 04.04.1872 | Фракция Тёсю   |